# John O’Shea
John Francis O’Shea (ur. 30 kwietnia 1981 w Waterford) – irlandzki piłkarz występujący na pozycji obrońcy.
W pierwszej drużynie Manchester United F.C. zadebiutował w 1999 roku przeciwko Aston Villa F.C. na Villa Park. Później był wypożyczany do A.F.C. Bournemouth i Royal Antwerp FC.
4 lutego 2007 roku w meczu przeciwko Tottenham Hotspur F.C. zaliczył swój debiut w bramce, gdyż musiał zastąpić kontuzjowanego bramkarza (wcześniej wyczerpano limit zmian i nie mógł wejść bramkarz rezerwowy.
W narodowej reprezentacji Irlandii zadebiutował 15 sierpnia 2001 roku w meczu przeciwko reprezentacji Chorwacji (0:3).
Jego pierwszym klubem piłkarskim był Ferrybank A.F.C.
Od 7 lipca 2011 roku do 2018 roku był zawodnikiem Sunderland A.F.C.